# Paulo Wanchope
Pablo César Wanchope Watson (phát âm tiếng Tây Ban Nha: [ˈpaulo ɣanˈtʃope]; sinh ngày 31 tháng 7 năm 1976), thường được biết đến với tên gọi Paulo Wanchope, là một huấn luyện viên và cựu cầu thủ bóng đá người Costa Rica. Tính đến tháng 2 năm 2009, Wanchope là cây săn bàn nhiều thứ 2 trong lịch sử đội tuyển Costa Rica, đứng sau Rolando Fonseca, với 45 bàn trong 73 trận.

## Sự nghiệp câu lạc bộ

### Derby County
Sinh ra tại Heredia, Wanchope khởi đầu sự nghiệp với câu lạc bộ CS Herediano trước khi chuyển đến Derby County với mức phí 600.000 £, cùng người đồng hương Mauricio Solís vào ngày 27 tháng 3 năm 1997.
Wanchope đá trận đấu đầu tiên cho Derby với bàn thắng đáng nhớ vào lưới Manchester United trên sân Old Trafford. Anh vượt qua 4 cầu thủ của United trước khi sút tung lưới Peter Schmeichel để cùng Derby giành chiến thắng 3–2 – bàn thắng sau đó được bình chọn là bàn thắng xuất sắc nhất trong lịch sử Derby nhân kỉ niệm 125 năm thành lập câu lạc bộ.
Anh đã ghi được 13 bàn thắng ở mùa giải 1997–98 để cùng Derby đứng thứ 9 trên bảng xếp hạng – vị trí cao nhất của họ kể từ năm 1989 – và tiến thêm 1 bậc nữa ở mùa giải 1998–99 khi 9 bàn thắng của anh giúp the Rams kết thúc ở vị trí thứ 8.
Sau khi ghi 28 bàn trong 83 trận trong 2 mùa giải cho Derby, Wanchope chuyển đến West Ham United với giá 3,5 triệu £ vào ngày 28 tháng 7 năm 1999.

### West Ham United
Wanchope có màn ra mắt vào ngày 28 tháng 7 năm 1999 trên sân Upton Park, ở trận lượt đi Intertoto Cup gặp Heerenveen. Anh có bàn thắng đầu tiên cho West Ham ở trận lượt về ngày 4 tháng 8 năm 1999. Anh đã ghi tổng cộng 15 bàn thắng trong 47 trận ở tất cả các giải đấu; trận cuối cùng anh khoác áo West Ham diễn ra vào ngày 14 tháng 5 năm 2000 gặp Leeds United trên sân nhà. Trong 1 năm thi đấu tại Upton Park, Wanchope đã cùng với Paolo Di Canio tạo thành 1 cặp song sát khi cả hai đã ghi tổng cộng 31 bàn thắng ở mùa giải 1999-2000, và West Ham kết thúc mùa giải ở vị trí thứ 9, mùa thứ 3 liên tiếp câu lạc bộ đứng trong top 9 Premier League. Anh cuối cùng được bán cho Manchester City ở đầu mùa giải 2000-01 với mức phí 3,65 triệu £, sau khi các tiền đạo Davor Šuker và Frédéric Kanouté đến West Ham.

### Manchester City
Wanchope mặc dù có một suất trong đội hình chính thức và có 9 pha lập công, nhưng cũng không thể giúp câu lạc bộ tránh khỏi kết cục xuống hạng vào cuối mùa giải. Mùa giải kế tiếp, dù phải thường xuyên vắng mặt do chấn thương, anh vẫn ghi được 12 bàn chỉ trong 15 trận và thường thể hiện được phong độ cao. Sau khi Manchester City vô địch giải hạng nhất và được thăng hạng, Wanchope lại bị dính chấn thương khiến anh phải ngồi ngoài trong suốt mùa giải 2002–03.
Tuy vậy, anh đã kịp quay trở lại và chứng minh được vai trò của mình vào cuối mùa giải 2003–04 khi ghi một vài bàn thắng quan trọng, bao gồm cả pha lập công trận gặp Newcastle United, giúp câu lạc bộ tránh xuống hạng. Mùa giải đó, anh đã ghi được 6 bàn trong 22 trận đấu. 

### Hậu Premier League
Tháng 8 năm 2004, Wanchope chuyển đến câu lạc bộ Málaga CF tại La Liga với mức giá 500.000 ₤. Anh chơi được 26 trận và có 6 lần lập công cho câu lạc bộ.
Năm 2005, ESPN công bố bàn thắng của Wanchope vào lưới Numancia là pha lập công xuất sắc nhất mùa giải La Liga 2004-05. Năm 2006, sau kì World Cup tại Đức và quãng thời gian ngắn thi đấu thành công cho câu lạc bộ Al-Gharrafa của Qatar và câu lạc bộ Herediano của Costa Rica, anh đã ký hợp đồng với câu lạc bộ tại Argentina là Rosario Central, và có 5 bàn thắng sau 14 trận tại đây.
Ngày 29 tháng 12 năm 2006, câu lạc bộ FC Tokyo đã mua lại Wanchope từ Rosario Central. Cùng với tài năng trẻ người Nhật Sota Hirayama, họ đã tạo nên cặp tiền đạo khổng lồ (+190 cm) của FC Tokyo. Anh sau đó bị FC Tokyo giải phóng hợp đồng và đã ký hợp đồng 1 năm với câu lạc bộ Chicago Fire.

### Giải nghệ
Ngày 16 tháng 11 năm 2007, Sau khoảng thời gian 13 năm chơi bóng, Wanchope đã quyết định giã từ sự nghiệp cầu thủ do gặp vấn đề với chấn thương đầu gối, chấn thương đã từng khiến anh phải nghỉ thi đấu một thời gian dài tại Manchester City. Tại cuộc họp báo tuyên bố giải nghệ, anh bày tỏ mong muốn được trở thành một huấn luyện viên tại Anh.

## Sự nghiệp quốc tế
Wanchope là một trong những nhân tố quan trọng của đội tuyển Costa Rica, và đã từng tham dự World Cup 2002 và Cúp Vàng CONCACAF. Ngày 8 tháng 10 năm 2005, Wanchope trở thành cầu thủ ghi nhiều bàn nhất cho Los Ticos khi anh mở tỉ số trong trận thắng Mỹ giúp Los Ticos giành vé cuối cùng đến World Cup 2006.
Ngày 9 tháng 6 năm 2006, anh lập cú đúp trong trận đấu khai mạc World Cup 2006 gặp Đức. Hai bàn thắng này đã đưa Wanchope trở thành cầu thủ Costa Rica đầu tiên lập cú đúp trong một trận đấu World Cup, và là cầu thủ Costa Rica đầu tiên cùng với Rónald Gómez từng ghi hơn một bàn thắng tại World Cup. Sau trận thua 4-2 trước Đức, Costa Rica tiếp tục bị Ecuador và Ba Lan đánh bại và kết thúc vòng bảng ở vị trí cuối cùng. Wanchope lần cuối khoác áo đội tuyển vào tháng 1 năm 2008 trong trận giao hữu gặp Thụy Điển. Anh chỉ thi đấu 25 phút và sau đó được thay ra.

### Bàn thắng quốc tế
| #  | Thời gian            | Địa điểm    | Đối thủ                     | Bàn thắng | Giải đấu               |
| -- | -------------------- | ----------- | --------------------------- | --------- | ---------------------- |
| 1  | 14 tháng 12 năm 1996 | San José    | Hoa Kỳ                      | 2–1       | Vòng loại World Cup    |
| 2  | 21 tháng 12 năm 1996 | Cartago     | Trinidad và Tobago          | 2–1       | Vòng loại World Cup    |
| 3  | 21 tháng 12 năm 1996 | Cartago     | Trinidad và Tobago          | 2–1       | Vòng loại World Cup    |
| 4  | 9 tháng 3 năm 1997   | San José    | Cameroon                    | 5–0       | Giao hữu quốc tế       |
| 5  | 9 tháng 3 năm 1997   | San José    | Cameroon                    | 5–0       | Giao hữu quốc tế       |
| 6  | 9 tháng 3 năm 1997   | San José    | Cameroon                    | 5–0       | Giao hữu quốc tế       |
| 7  | 11 tháng 5 năm 1997  | San José    | Jamaica                     | 3–1       | Vòng loại World Cup    |
| 8  | 11 tháng 5 năm 1997  | San José    | Jamaica                     | 3–1       | Vòng loại World Cup    |
| 9  | 9 tháng 11 năm 1997  | Mexico DF   | México                      | 3–3       | Vòng loại World Cup    |
| 10 | 4 tháng 2 năm 1998   | Oakland     | Cuba                        | 7–2       | CONCACAF Gold Cup 1998 |
| 11 | 4 tháng 2 năm 1998   | Oakland     | Cuba                        | 7–2       | CONCACAF Gold Cup 1998 |
| 12 | 4 tháng 2 năm 1998   | Oakland     | Cuba                        | 7–2       | CONCACAF Gold Cup 1998 |
| 13 | 4 tháng 2 năm 1998   | Oakland     | Cuba                        | 7–2       | CONCACAF Gold Cup 1998 |
| 14 | 17 tháng 3 năm 1999  | San José    | Belize                      | 7–0       | 1999 UNCAF Nations Cup |
| 15 | 28 tháng 3 năm 1999  | San José    | El Salvador                 | 4–0       | 1999 UNCAF Nations Cup |
| 16 | 17 tháng 2 năm 2000  | Los Angeles | Hàn Quốc                    | 2–2       | CONCACAF Gold Cup 2000 |
| 17 | 20 tháng 2 năm 2000  | San Diego   | Trinidad và Tobago          | 1–2       | CONCACAF Gold Cup 2000 |
| 18 | 1 tháng 7 năm 2000   | Alajuela    | Panama                      | 5–1       | Giao hữu quốc tế       |
| 19 | 9 tháng 7 năm 2000   | San José    | Saint Vincent và Grenadines | 7–1       | Giao hữu quốc tế       |
| 20 | 9 tháng 7 năm 2000   | San José    | Saint Vincent và Grenadines | 7–1       | Giao hữu quốc tế       |
| 21 | 15 tháng 8 năm 2000  | Alajuela    | Guatemala                   | 2–1       | Vòng loại World Cup    |
| 22 | 15 tháng 8 năm 2000  | Alajuela    | Guatemala                   | 2–1       | Vòng loại World Cup    |
| 23 | 6 tháng 1 năm 2001   | Miami       | Guatemala                   | 5–2       | Vòng loại World Cup    |
| 24 | 28 tháng 3 năm 2001  | Alajuela    | Trinidad và Tobago          | 3–0       | Vòng loại World Cup    |
| 25 | 28 tháng 3 năm 2001  | Alajuela    | Trinidad và Tobago          | 3–0       | Vòng loại World Cup    |
| 26 | 20 tháng 6 năm 2001  | Alajuela    | Jamaica                     | 2–1       | Vòng loại World Cup    |
| 27 | 1 tháng 7 năm 2001   | Tegucigalpa | Honduras                    | 3–2       | Vòng loại World Cup    |
| 28 | 13 tháng 7 năm 2001  | Medellín    | Honduras                    | 1–0       | Copa América 2001      |
| 29 | 16 tháng 7 năm 2001  | Medellín    | Uruguay                     | 1–1       | Copa América 2001      |
| 30 | 19 tháng 7 năm 2001  | Medellín    | Bolivia                     | 4–0       | Copa América 2001      |
| 31 | 19 tháng 7 năm 2001  | Medellín    | Bolivia                     | 4–0       | Copa América 2001      |
| 32 | 22 tháng 7 năm 2001  | Armenia     | Uruguay                     | 1–2       | Copa América 2001      |
| 33 | 30 tháng 1 năm 2002  | Pasadena    | Hàn Quốc                    | 3–1       | CONCACAF Gold Cup 2002 |
| 34 | 30 tháng 1 năm 2002  | Pasadena    | Hàn Quốc                    | 3–1       | CONCACAF Gold Cup 2002 |
| 35 | 13 tháng 6 năm 2002  | Suwon       | Brasil                      | 2–5       | FIFA World Cup 2002    |
| 36 | 8 tháng 9 năm 2004   | San José    | Canada                      | 1–0       | Vòng loại World Cup    |
| 37 | 9 tháng 10 năm 2004  | San José    | Guatemala                   | 5–0       | Vòng loại World Cup    |
| 38 | 9 tháng 10 năm 2004  | San José    | Guatemala                   | 5–0       | Vòng loại World Cup    |
| 39 | 9 tháng 10 năm 2004  | San José    | Guatemala                   | 5–0       | Vòng loại World Cup    |
| 40 | 13 tháng 10 năm 2004 | Edmonton    | Canada                      | 3–1       | Vòng loại World Cup    |
| 41 | 9 tháng 2 năm 2005   | San José    | México                      | 1–2       | Vòng loại World Cup    |
| 42 | 8 tháng 6 năm 2005   | San José    | Guatemala                   | 3–2       | Vòng loại World Cup    |
| 43 | 8 tháng 10 năm 2005  | San José    | Hoa Kỳ                      | 3–0       | Vòng loại World Cup    |
| 44 | 9 tháng 6 năm 2006   | Munich      | Đức                         | 2–4       | FIFA World Cup 2006    |
| 45 | 9 tháng 6 năm 2006   | Munich      | Đức                         | 2–4       | FIFA World Cup 2006    |

## Thống kê sự nghiệp
| Câu lạc bộ     | Câu lạc bộ      | Câu lạc bộ          | Giải đấu | Giải đấu | Cúp               | Cúp               | League Cup          | League Cup          | Châu lục | Châu lục | Tổng cộng | Tổng cộng |
| Mùa giải       | Câu lạc bộ      | Giải đấu            | Trận     | Bàn      | Trận              | Bàn               | Trận                | Bàn                 | Trận     | Bàn      | Trận      | Bàn       |
| Anh            | Anh             | Anh                 |          |          | Cúp FA            | Cúp FA            | Cúp Liên đoàn       | Cúp Liên đoàn       | châu Âu  | châu Âu  | Tổng cộng | Tổng cộng |
| -------------- | --------------- | ------------------- | -------- | -------- | ----------------- | ----------------- | ------------------- | ------------------- | -------- | -------- | --------- | --------- |
| 1996–97        | Derby County    | Premier League      | 5        | 1        |                   |                   |                     |                     |          |          |           |           |
| 1997–98        | Derby County    | Premier League      | 32       | 13       |                   |                   |                     |                     |          |          |           |           |
| 1998–99        | Derby County    | Premier League      | 35       | 9        |                   |                   |                     |                     |          |          |           |           |
| 1999-00        | West Ham United | Premier League      | 35       | 12       |                   |                   |                     |                     |          |          |           |           |
| 2000–01        | Manchester City | Premier League      | 27       | 9        |                   |                   |                     |                     |          |          |           |           |
| 2001–02        | Manchester City | Giải hạng nhất      | 15       | 12       |                   |                   |                     |                     |          |          |           |           |
| 2002–03        | Manchester City | Premier League      | 0        | 0        |                   |                   |                     |                     |          |          |           |           |
| 2003–04        | Manchester City | Premier League      | 22       | 6        |                   |                   |                     |                     |          |          |           |           |
| Tây Ban Nha    | Tây Ban Nha     | Tây Ban Nha         |          |          | Copa del Rey      | Copa del Rey      | Supercopa de España | Supercopa de España | châu Âu  | châu Âu  | Tổng cộng | Tổng cộng |
| 2004–05        | Málaga          | La Liga             | 25       | 6        |                   |                   |                     |                     |          |          |           |           |
| Qatar          | Qatar           | Qatar               |          |          | Emir of Qatar Cup | Emir of Qatar Cup | League Cup          | League Cup          | châu Á   | châu Á   | Tổng cộng | Tổng cộng |
| 2005–06        | Al-Gharafa      | Qatari League       | 6        | 1        |                   |                   |                     |                     |          |          |           |           |
| Costa Rica     | Costa Rica      | Costa Rica          |          |          | Cup               | Cup               | League Cup          | League Cup          | Bắc Mỹ   | Bắc Mỹ   | Tổng cộng | Tổng cộng |
| 2005–06        | Herediano       | Primera División    | 10       | 3        |                   |                   |                     |                     |          |          |           |           |
| Argentina      | Argentina       | Argentina           |          |          | Cup               | Cup               | League Cup          | League Cup          | Nam Mỹ   | Nam Mỹ   | Tổng cộng | Tổng cộng |
| 2006–07        | Rosario Central | Primera División    | 14       | 5        |                   |                   |                     |                     |          |          |           |           |
| Nhật Bản       | Nhật Bản        | Nhật Bản            |          |          | Emperor's Cup     | Emperor's Cup     | League Cup          | League Cup          | châu Á   | châu Á   | Tổng cộng | Tổng cộng |
| 2007           | FC Tokyo        | J. League           | 12       | 2        | -                 | -                 | 4                   | 1                   | -        | -        | 16        | 3         |
| Hoa Kỳ         | Hoa Kỳ          | Hoa Kỳ              |          |          | Open Cup          | Open Cup          | League Cup          | League Cup          | Bắc Mỹ   | Bắc Mỹ   | Tổng cộng | Tổng cộng |
| 2007           | Chicago Fire    | Major League Soccer | 12       | 2        |                   |                   |                     |                     |          |          |           |           |
| Tổng cộng      | Anh             | Anh                 | 171      | 62       |                   |                   |                     |                     |          |          |           |           |
| Tổng cộng      | Tây Ban Nha     | Tây Ban Nha         | 25       | 6        |                   |                   |                     |                     |          |          |           |           |
| Tổng cộng      | Qatar           | Qatar               | 6        | 1        |                   |                   |                     |                     |          |          |           |           |
| Tổng cộng      | Costa Rica      | Costa Rica          | 10       | 3        |                   |                   |                     |                     |          |          |           |           |
| Tổng cộng      | Argentina       | Argentina           | 14       | 5        |                   |                   |                     |                     |          |          |           |           |
| Tổng cộng      | Nhật Bản        | Nhật Bản            | 12       | 2        | -                 | -                 | 4                   | 1                   | -        | -        | 16        | 3         |
| Tổng cộng      | Hoa Kỳ          | Hoa Kỳ              | 12       | 2        |                   |                   |                     |                     |          |          |           |           |
| Tổng sự nghiệp | Tổng sự nghiệp  | Tổng sự nghiệp      | 250      | 81       |                   |                   |                     |                     |          |          |           |           |

## Đội tuyển quốc gia
| ĐTQG Costa Rica | ĐTQG Costa Rica | ĐTQG Costa Rica |
| Năm             | Trận            | Bàn             |
| --------------- | --------------- | --------------- |
| 1996            | 7               | 3               |
| 1997            | 7               | 6               |
| 1998            | 2               | 4               |
| 1999            | 5               | 2               |
| 2000            | 12              | 7               |
| 2001            | 11              | 10              |
| 2002            | 7               | 3               |
| 2003            | 1               | 0               |
| 2004            | 6               | 5               |
| 2005            | 9               | 3               |
| 2006            | 5               | 2               |
| 2007            | 0               | 0               |
| 2008            | 1               | 0               |
| Tổng cộng       | 73              | 45              |

## Danh hiệu

### Cầu thủ
West Ham United
- UEFA Intertoto Cup: 1999[13]

Manchester City
- Football League First Division: 2001–02[14]

Costa Rica
- UNCAF Nations Cup: 1999[15]

### Huấn luyện viên
Costa Rica
- Copa Centroamericana: 2014[16]

Cartaginés
- Costa Rican Cup: 2022[17]